# Shō Kagami
Shō Kagami (japanisch 加賀美 翔 Kagami Shō; * 22. April 1994 in Fuji) ist ein japanischer Fußballspieler.

## Karriere
Kagami erlernte das Fußballspielen in der Jugendmannschaft von Shimizu S-Pulse. Seinen ersten Vertrag unterschrieb er 2013 bei Shimizu S-Pulse. Der Verein spielte in der höchsten Liga des Landes, der J1 League. Am Ende der Saison 2015 stieg der Verein in die J2 League ab. 2016 wechselte er zum Drittligisten Fujieda MYFC. Für den Verein absolvierte er vier Ligaspiele. 2017 wechselte er zu Japan Soccer College. 2018 wechselte er zu Vonds Ichihara. Ende 2019 beendete er seine Karriere als Fußballspieler.